# Gräberfeld von Elgesem

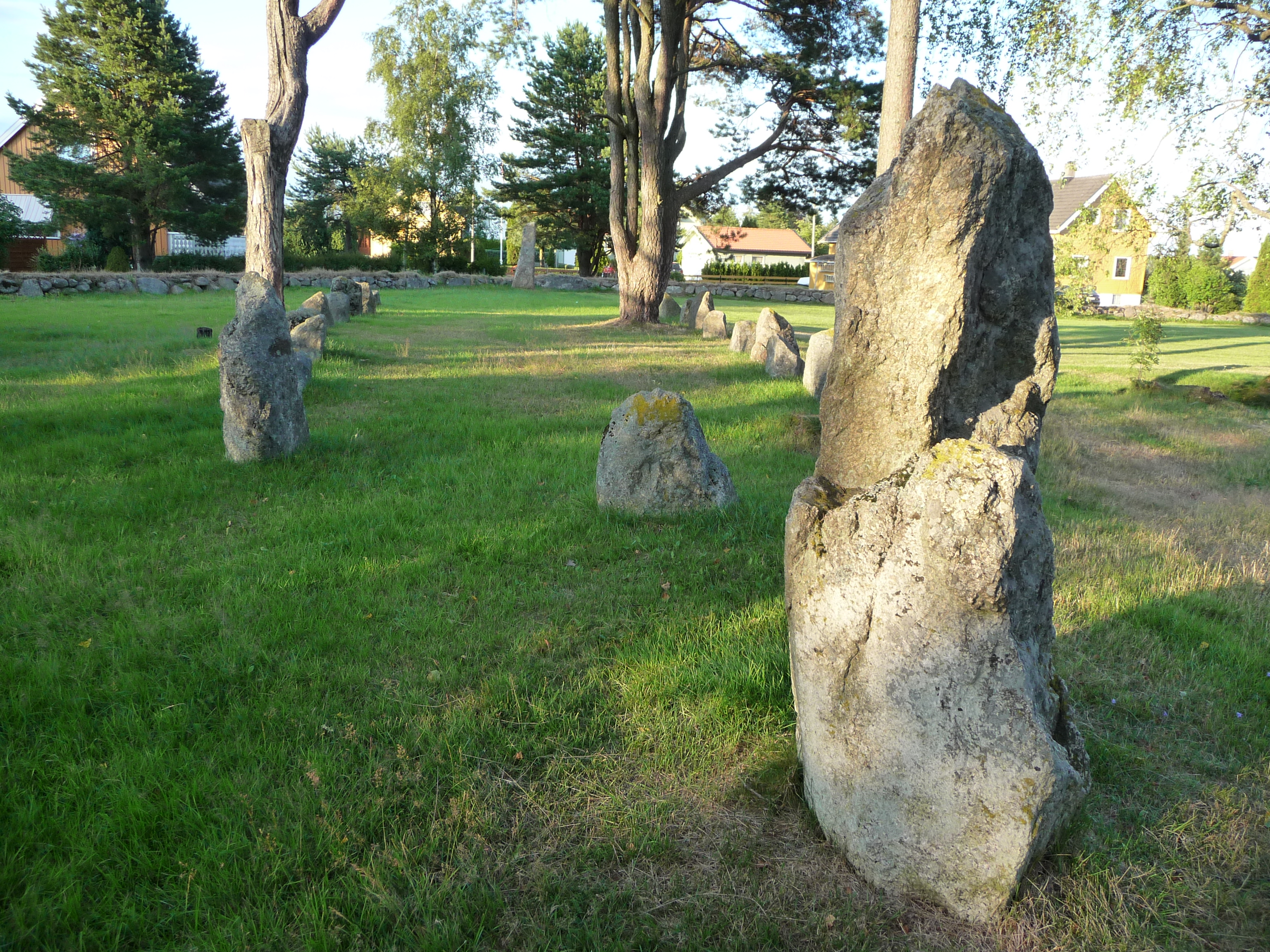
Schiffssetzung von Elgesem

Das Gräberfeld von Elgesem ist ein Gräberfeld in Haukerød nordwestlich von Sandefjord in der Provinz Vestfold in Norwegen, das fast 1500 Jahre, von der Eisenzeit etwa 500 v. Chr. bis zum Ende der Wikingerzeit 1050 n. Chr., genutzt wurde. Elgesem liegt auf einem Hügel am Oldtidsveien („Altertümerstraße“).
Die etwa 40 m lange und sieben m breite Schiffssetzung (norwegisch Skipssetning) besteht aus 21 Steinen (ursprünglich waren es 38). Die Steine an Bug und Heck sind 1,85 und 2,5 m hoch. Die Schiffssetzung liegt mit acht verbliebenen Grabhügeln auf einem Gräberfeld, das einst fast 30 Hügel besaß.

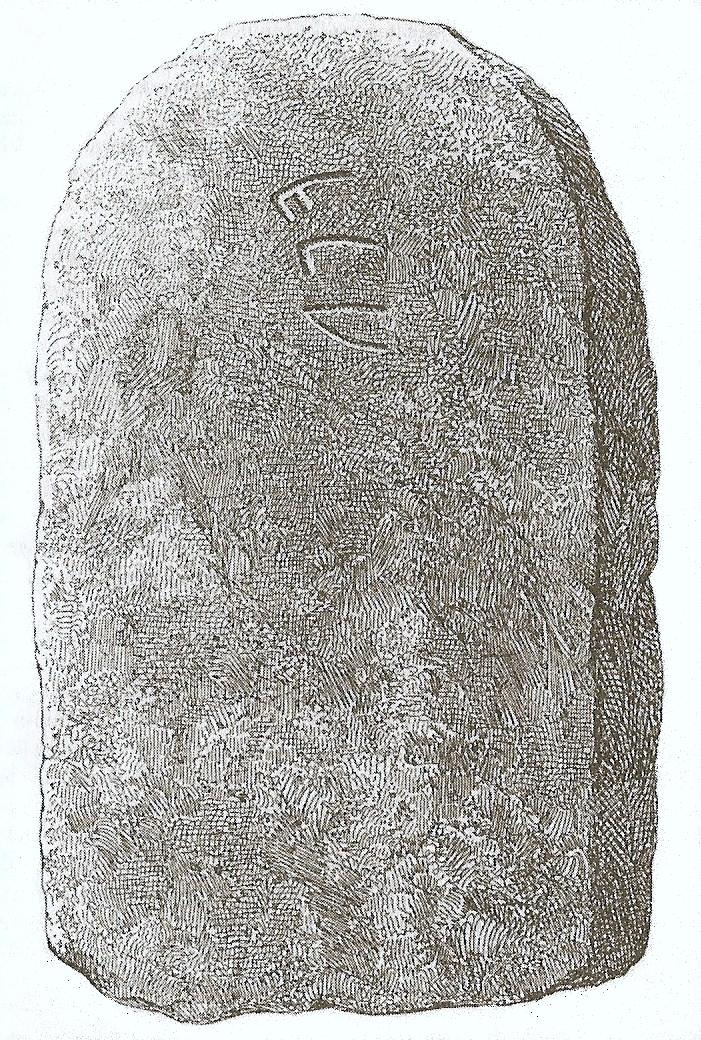
Der Runenstein mit der Runen-Sequenz ALU als apotropäischer Zauber

Bereits 1870 unternahm der Archäologe Nicolay Nicolaysen erste Ausgrabungen in Elgesem. Auf dem Gräberfeld wurde dabei in einem Grabhügel auch ein 1,7 m hoher, 0,9 m breiter und etwa 0,18 m dicker Stein gefunden, der wegen einer Inschrift eine Art Runenstein darstellt. Die Inschrift Alu, was Bier bedeuten kann, ist allerdings völlig untypisch. Es handelt sich eventuell um einen frühen beschrifteten Bautastein, der anhand des Hügels auf 400 n. Chr. datiert wird. Der Elgesem-Stein steht jetzt im Wikingerschiff-Museum auf Bygdøy.